# Grande Hongrie

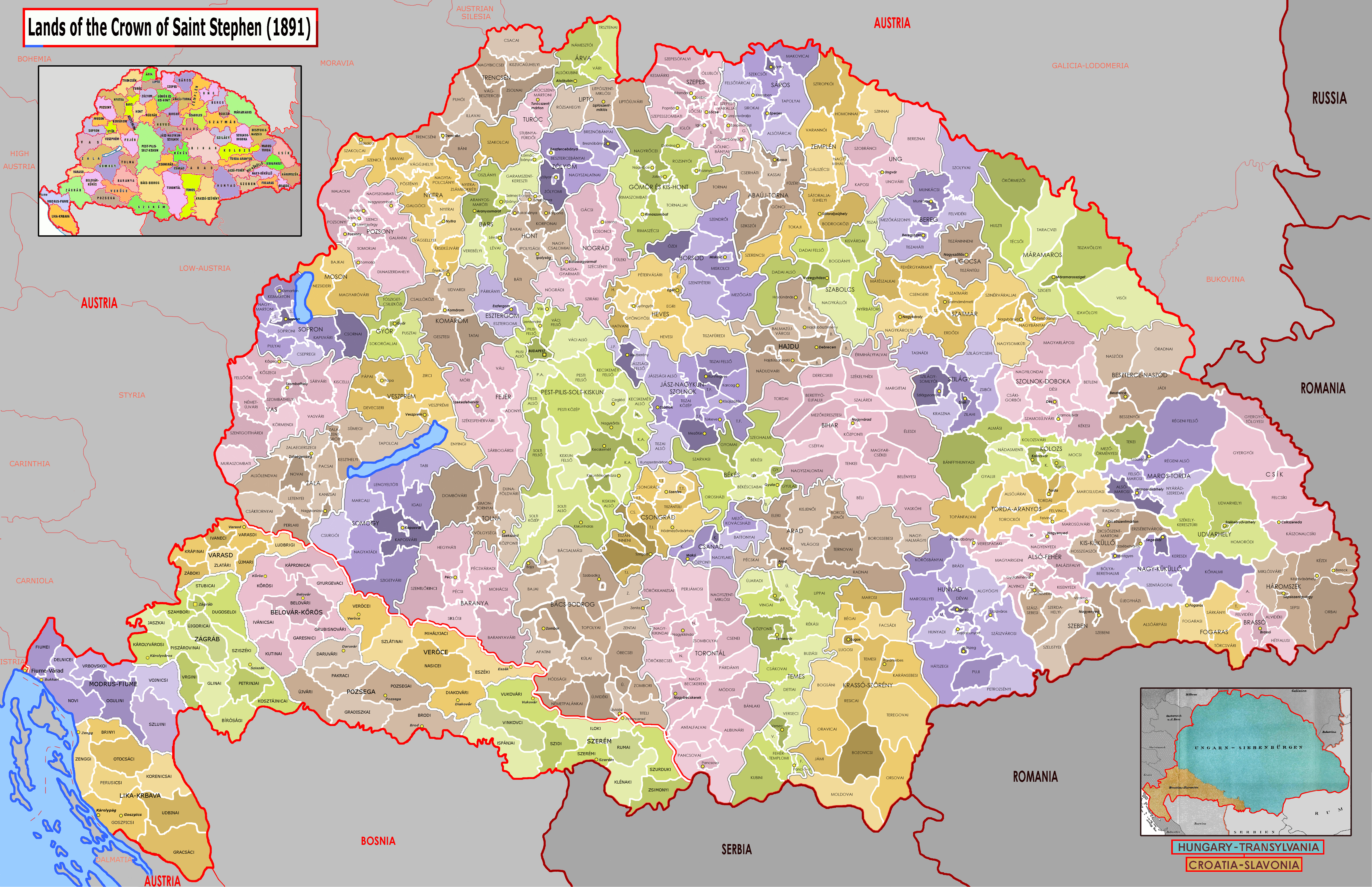
La « Grande Hongrie » en 1891.

L’expression française Grande Hongrie (en hongrois : Nagy-Magyarország) ne doit pas être confondue avec son équivalent latin Magna Hungaria, du frère Julien, qui désigne le pays de l’Oural où les tribus magyares vécurent dans les premiers siècles de l’ère chrétienne, parmi d’autres peuples finno-ougriens.
Grande Hongrie en français (et d’autres langues vivantes) est le nom informel donné au territoire hongrois entre l’établissement du dualisme austro-hongrois (1867) et la fin de la Première Guerre mondiale, territoire comptant soixante-quatre comitats.

## Concept
Dans l’imaginaire identitaire hongrois, qui doit beaucoup à la noblesse hongroise même si celle-ci n’existe plus comme institution, la « Grande Hongrie » est la « Hongrie historique » (történelmi Magyarország), expression qui désigne le territoire hongrois unitaire des années 1867-1918 et son organisation, censés remonter à l’Honfoglalás : l’installation des Magyars dans le bassin du moyen Danube au IXe siècle. Le mouvement politique découlant de ce concept vise à « restaurer l’unité du peuple hongrois », nonobstant la présence d’autres peuples dans ce périmètre (présence qui servit de motif au président américain Wilson pour demander, par le dixième de ses 14 points, la division de la Grande Hongrie après 1918).
Dans le concept de « Grande Hongrie historique » (történelmi nagy-Magyarország), la configuration territoriale de la Hongrie des années 1867-1918 est mythifiée en une géographie immuable, « millénaire et naturelle », bornée à l’Ouest par la limite occidentale du Burgenland en Autriche, au Nord et à l’Est par l’arc des Carpates, au Sud par la frontière entre la Croatie et la Slovénie (à l’Istrie près), la mer Adriatique et les cours d’eau de l'Una, de la Save et du Danube entre la confluence du Save et les Portes de Fer. Ce périmètre dessine une silhouette cartographique caractéristique divisée en 64 comitats (vármegye) où seuls les toponymes hongrois sont considérés comme « historiques » (alors que beaucoup sont d’origine slave, comme le lac Balaton qui vient du slave blato : « marais », Debrecen : « bonne terre » ou Csongrad : « ville noire »).
Les promoteurs de la « Grande Hongrie » présentent les Magyars comme une composante de l'Empire hunnique dès le IVe siècle et du Khaganat avar au VIe siècle, anticipant ainsi de cinq siècles leur arrivée dans le bassin du moyen Danube et présentant la Pannonie comme un État proto-hongrois précédant à la fois les Slaves et les Valaques dans ce périmètre,.
Le point de vue « Grand-Hungariste » est négationniste quant à la présence, au moment du Honfoglalás, de populations slaves ou romanes à l’intérieur de l’arc des Carpates : c’est la thèse du « Désert des Avars » (en allemand : Avarenwüste, en hongrois : Avar sivatag) défendue au XIXe siècle par Edouard Robert Rössler pour délégitimer les revendications austroslavistes ou roumaines. Selon la thèse du « Désert des Avars », les Magyars ont trouvé le bassin du moyen Danube vide d’habitants sédentaires depuis les guerres entre Carolingiens et Avars. Cette thèse nie que des États slaves comme la Moravie ou la Blatnozérie aient pu s’étendre sur le territoire de la « Hongrie millénaire » (millenniumi Magyarország).
Cette thèse, ré-adoptée par l’historiographie hongroise depuis la chute du communisme en 1990, affirme que les Magyars d'outre-frontières actuels (devenus un enjeu dans la politique intérieure hongroise sur le thème de leurs droits historiques) sont les « îlots résiduels » d’une population hongroise initialement uniforme dans tout le bassin du moyen Danube (appelé « Bassin Pannonien » en Hongrie, improprement car la Pannonie s'étendait seulement sur la rive droite du Danube). Cette « population exclusivement magyare » aurait été progressivement submergée à partir du XIIIe siècle par « l’arrivée massive d’immigrants allogènes » slaves ou valaques, et la diversité des populations de la Hongrie d’avant 1918 serait le fruit d’une « immigration tardive », de sorte que le traité de Trianon serait l'injuste aboutissement d’un processus de « submersion de la population originelle ». Beaucoup d’auteurs et de cartographes hongrois considèrent toute autre thèse comme « fausse » et « inventée » alors que la thèse du « Désert des Avars » n’est que l’une des trois thèses existantes, qui ont, toutes trois, des arguments et sont présentées dans des sources secondaires universitaires :
1. la thèse dite du « Désert des Avars » affirme que slaves ou valaques ne sont pas attestés dans la « Hongrie millénaire » (millenniumi Magyarország) avant le XIVe siècle au plus tôt : les Magyars y étaient donc les premiers habitants sédentaires[9] ;
2. la thèse dite des « Thraces non-romanisés » affirme qu’il n’y a pas eu de populations romanes au sud du Danube avant le XIVe siècle, celles-ci ayant survécu seulement au nord du Danube, en Transylvanie (ancienne Dacie trajane) après le retrait de l’Empire romain au IIIe siècle : les Slaves méridionaux et les Proto-Bulgares étaient donc les premiers arrivés dans les Balkans[10],[11] ;
3. la thèse dite de l’« assimilation partielle des Avars, des Slaves et des Valaques par les Magyars » affirme que sous la domination gépide, hunnique, avare, bulgare, pétchénègue ou coumane, les populations slaves et romanes orientales n’ont pas disparu : cette thèse considère « irréaliste » d’imaginer ces populations comme les seules à être incapables de poursuivre leurs migrations et leurs transhumances pastorales entre le nord et le sud du Danube, à travers les Carpates et les Balkans alors que les autres populations dont les Magyars l’ont fait, et « absurde » de les imaginer disparaissant pendant mille ans pour ressurgir ensuite d’on ne sait où au début du XIVe siècle[12],[13],[14].

Pour l’histoire plus récente, l’historiographie « grand-Hungariste » minimise les diversités internes du royaume de Hongrie (banats serbes ou valaques, Croatie et Transylvanie avec leurs « sièges », leurs autonomies et leurs statuts à part, division en trois aux XVIe – XVIIe siècle avec la Hongrie habsbourgeoise à l’ouest, la Hongrie ottomane au centre et la Hongrie orientale à l’est, statut particulier des confins militaires, diversité linguistique et religieuse…).
Les controverses suscitées par le « grand-Hungarisme » et le dénigrement réciproque des historiens impliqués, par la méthode hypercritique, donnent raison à Winston Churchill quand il disait : « La région des Balkans a tendance à produire plus d'histoire qu'elle ne peut en consommer ».

## Enjeux
La réalisation de l’idéal de la « Grande Hongrie » est un enjeu de la politique hongroise moderne dans la négociation du compromis austro-hongrois en 1867 avec les Habsbourg, la politique de magyarisation menée entre 1867 et 1918, la négociation du traité de Trianon en 1920, la politique irrédentiste de l’entre-deux guerres (que les Alliés occidentaux et leurs états-satellites de la « Petite Entente » appelaient « révisionnisme »), les deux arbitrages de Vienne en 1939 et 1940, ainsi que dans la politique intérieure hongroise depuis la fin du régime communiste en 1989. Le concept de la Grande Hongrie est ainsi lié à l’hungarisme du Parti des Croix fléchées ainsi qu’à la stratégie d’alliance de Miklós Horthy avec l’Allemagne nazie.
Depuis la chute du communisme, la thématique de la « Grande Hongrie historique » a été reprise d’abord de façon diluée puis de manière de plus en plus explicite dans le discours du Fidesz-Union civique hongroise de Viktor Orbán, mais de façon véhémente dans celui du Jobbik. Cette thématique reste cependant à vocation surtout électorale, car sur le plan des relations de la Hongrie avec ses sept voisins autrichien, slovaque, ukrainien, roumain, serbe, croate et slovène, le gouvernement Orbán respecte les traités bilatéraux et se garde de toute revendication territoriale, se bornant à la défense des Magyars d'outre-frontières au Burgenland autrichien, en Haute-Hongrie slovaque, en Ruthénie subcarpatique ukrainienne, en Transylvanie roumaine, en Voïvodine serbe, en Slavonie croate et en Prékmurie slovène.

## Galerie

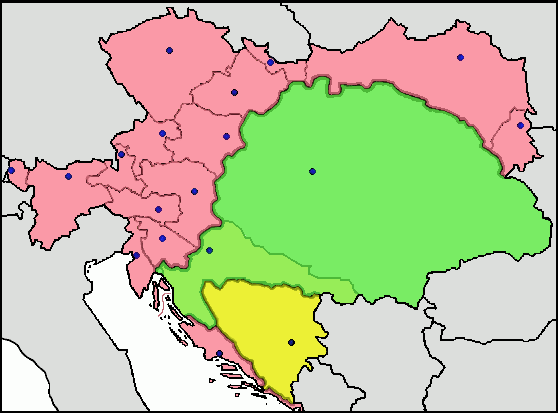
Carte de la monarchie austro-hongroise : en vert la « Grande Hongrie » (y compris la Croatie-Slavonie).
Les 64 comitats de la Grande Hongrie.
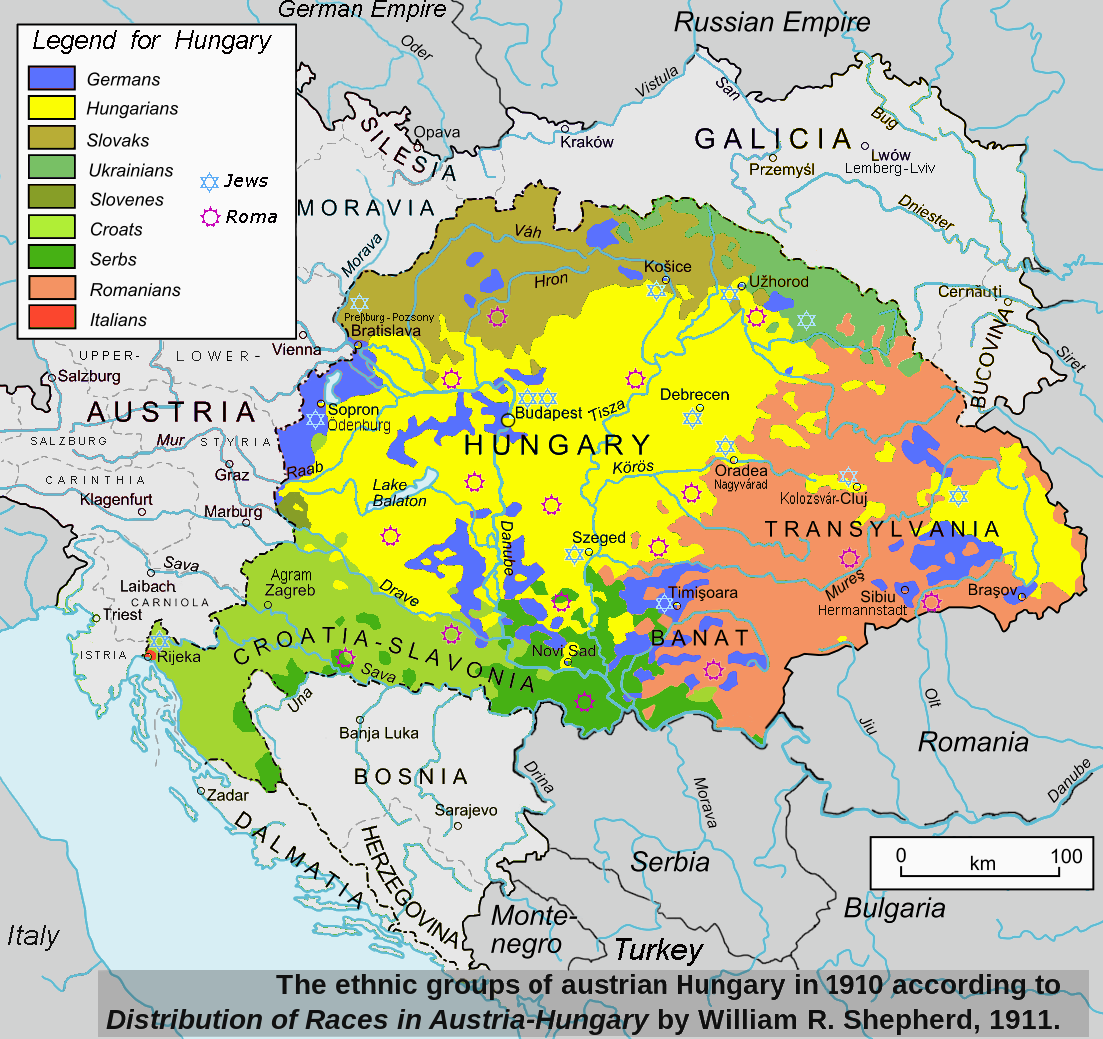
Groupes ethno-linguistiques du royaume de Hongrie en 1910.
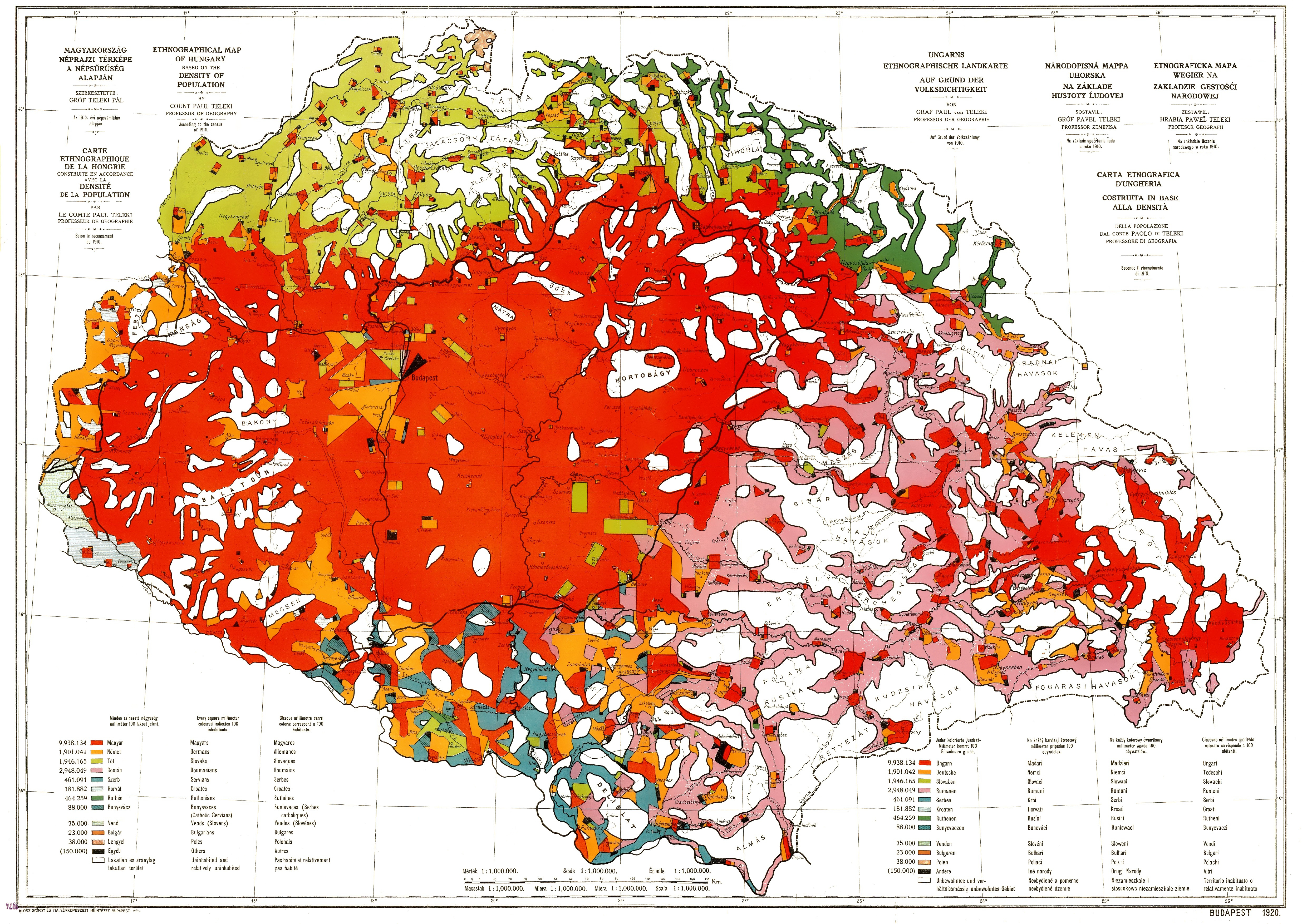
Parce qu'elle montrait les Magyars par un fort rendu graphique rouge et en figurant les zones moins densément peuplées comme vides, la carte ethnique de Pál Teleki fut contre-productive au traité de Trianon.
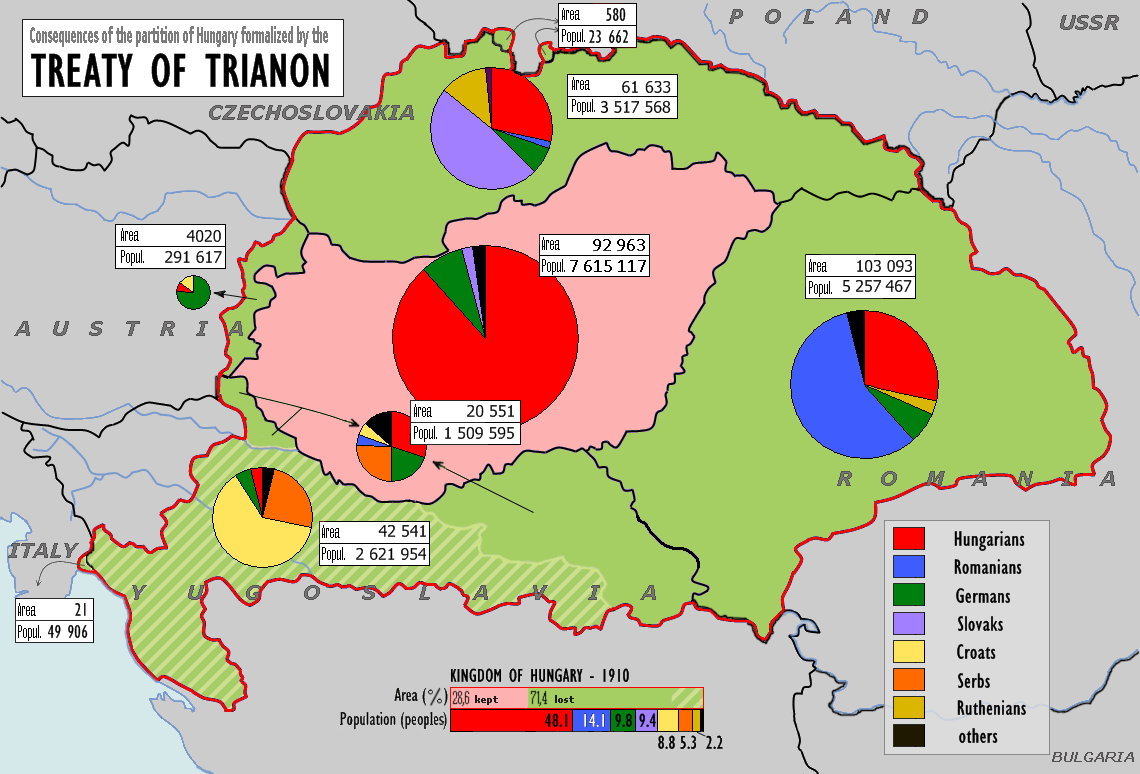
Les proportions ethniques de 1910 dans les territoires officialisés par le traité de Trianon en 1920.
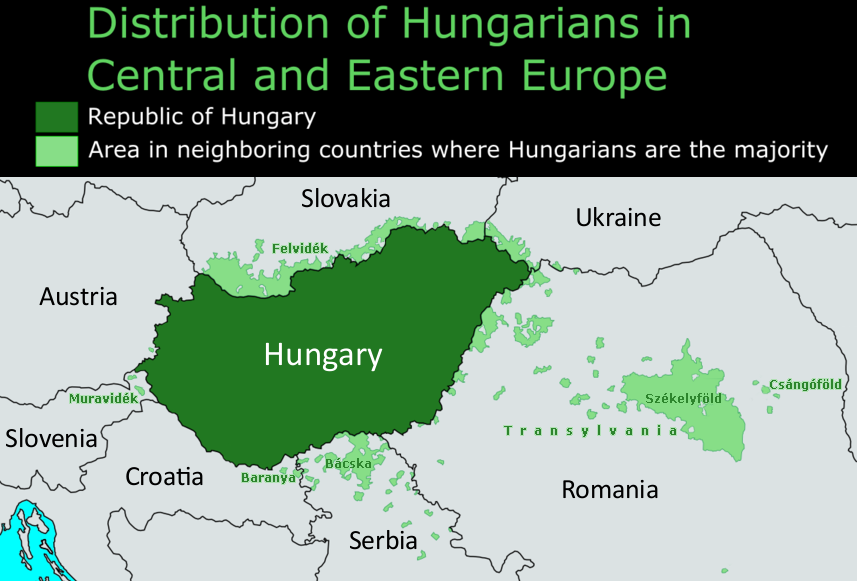
Répartition des Magyars d'outre-frontières dans les pays limitrophes, dont le Pays sicule.
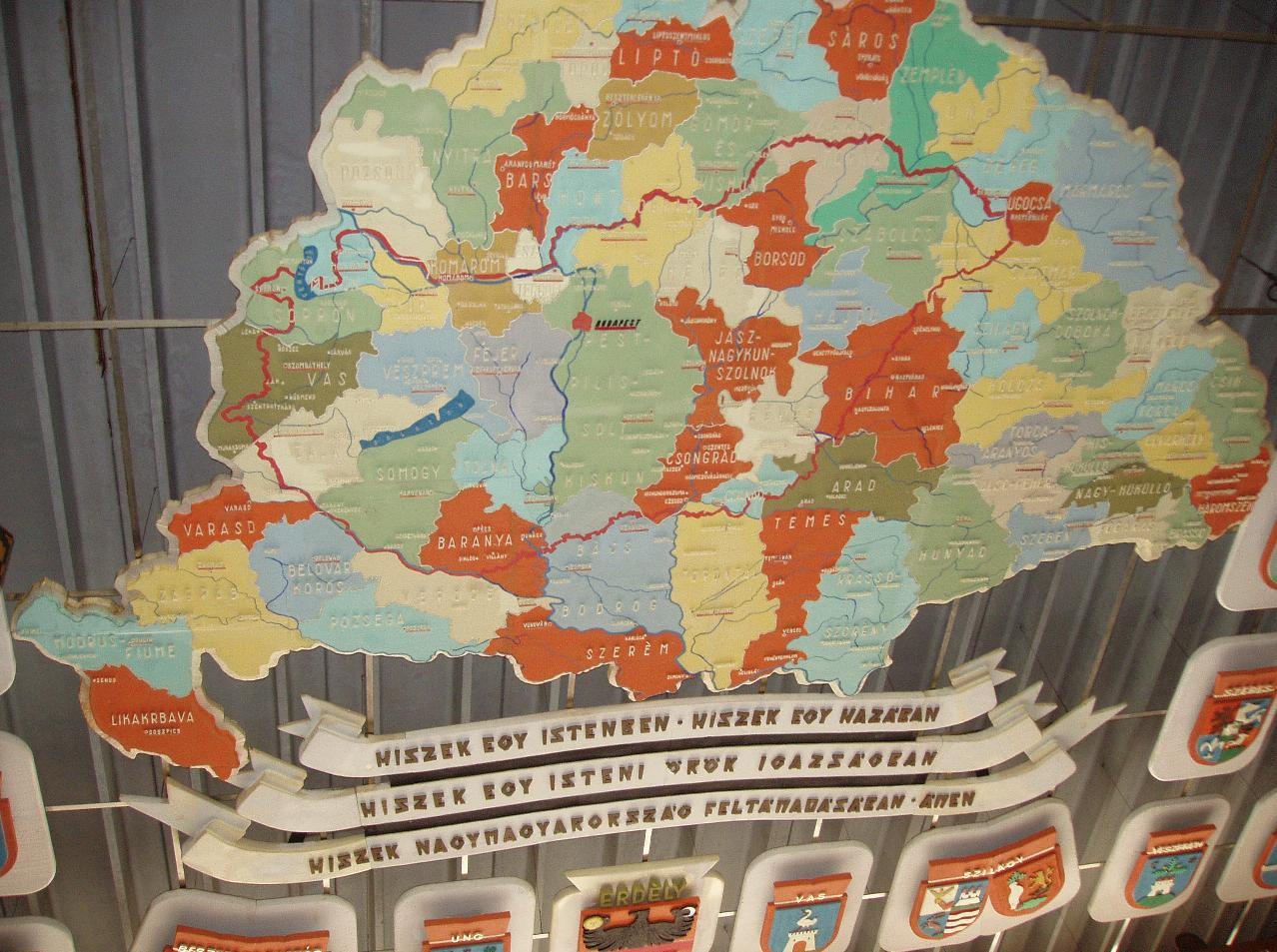
La Grande Hongrie au Centre culturel hongrois de Caracas (Venezuela).
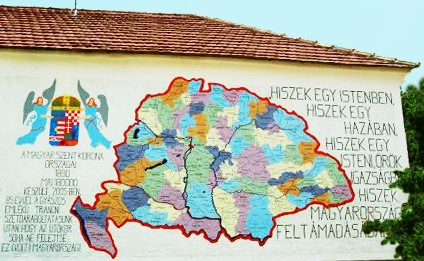
La Grande Hongrie sur un mur d’un village en Hongrie (sa silhouette foisonne aussi sous forme d’autocollants, porte-clefs, drapeaux, napperons, écharpes…) : à droite le texte dit « Je crois en un seul Dieu, je crois en une seule patrie. Je crois en une seule justice divine éternelle. Je crois en la résurrection de la Hongrie ».
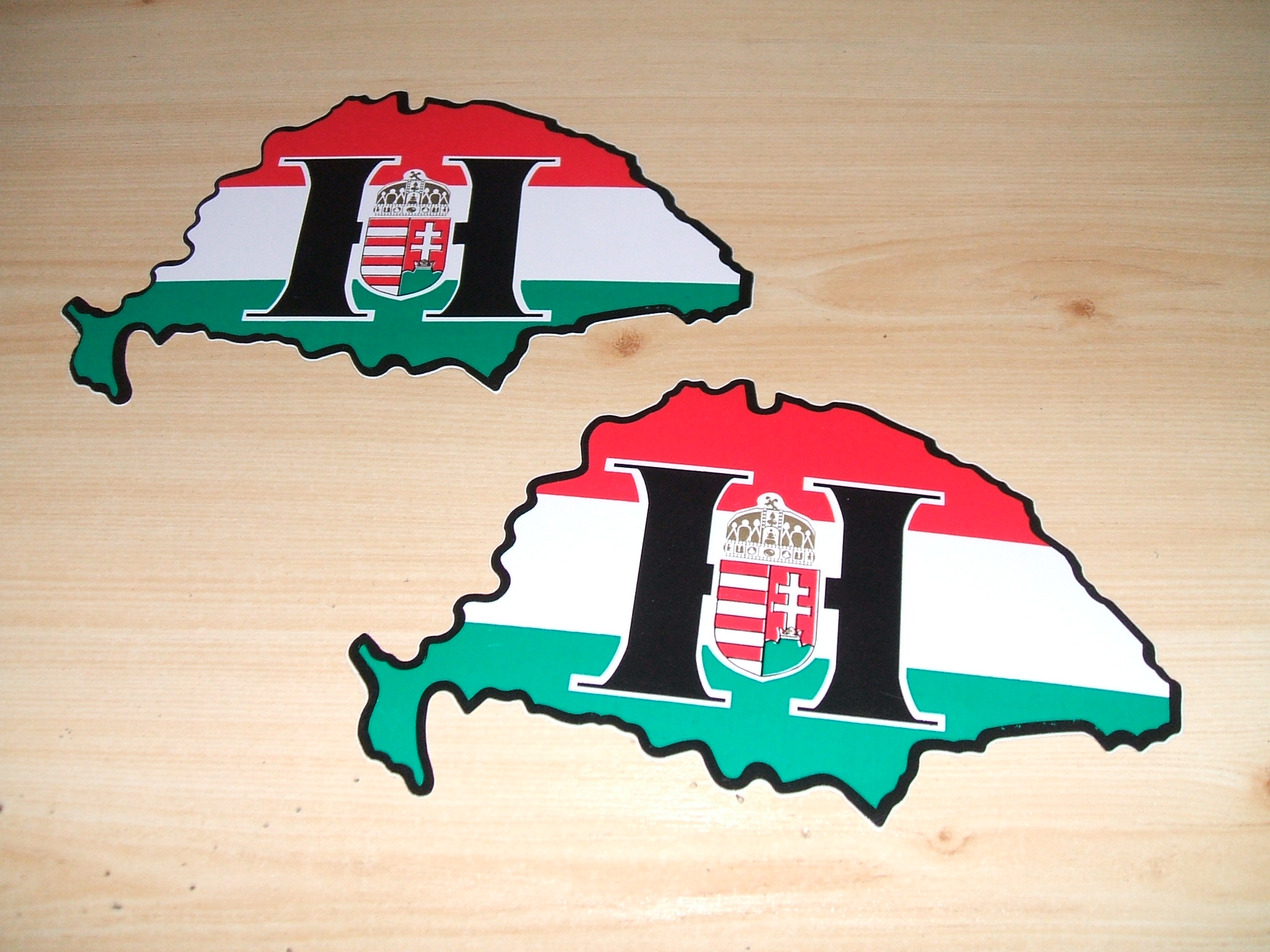
Autocollants « Grande Hongrie ».